# 福尔米加拉
福尔米加拉（義大利語：Formigara），是意大利克雷莫纳省的一个市镇。总面积12平方公里，人口1158人，人口密度96.5人/平方公里（2009年）。国家统计（ISTAT）代码为019044。